# Histiophryne
Histiophryne è un genere di pesci d'acqua salata appartenenti alla famiglia Antennariidae.

## Etimologia
Il nome scientifico del genere deriva dall'unione delle parole greche istion (vela) + phryne (rospo).

## Distribuzione e habitat
Queste specie sono diffuse nel Pacifico orientale, dalle coste indonesiane all'Australia, dove abita acque costiere, nei reef corallini.

## Descrizione
Presentano un corpo tozzo e ben poco idrodinamico, con fronte alta, grande bocca rivolta verso l'alto e pinne ventrali prominenti, quasi a foggia di arti. Come è caratteristico dei pesci dell'ordine Lophiiformes il corpo non è ricoperto da scaglie. Può secernere dalla pelle del muco che lo protegge da lesioni quando il corpo striscia sui coralli. 

Le livree sono differenti, secondo la specie. 

La lunghezza massima varia dai 5,5 ai 9,5 cm, secondo la specie.

## Riproduzione
Sono specie oviparo. Le uova sono deposte in un filamento, e vengono incubate dalla femmina in una cavità dietro la pinna pettorale sinistra.

## Specie
- Histiophryne bougainvilli
- Histiophryne cryptacanthus
- Histiophryne maggiewalker
- Histiophryne pogonius
- Histiophryne psychedelica[1]